# 黎明 Leon Lai Metro Live 2.0
黎明Leon Metro Live 2.0是香港歌手黎明的個人演唱會，於2019年5月18日開始巡迴演唱，演唱地點包括廣州、佛山、台北、肇慶及澳門等地區，其中於台北小巨蛋舉行的演唱會，是黎明自1990年出道以來，首次在台灣進行的大型演唱活動。2020年初因2019冠狀病毒病於全球蔓延而宣佈延期舉行澳門站演唱會。

## 背景及製作
《黎明 Leon Metro Live 2.0》的製作概念是基於《Leon Lai Metro Live》演唱會，「2.0」為網絡流行語，意思是「升級後的版本」，演唱會以「都會」為主題，在舞台設計、服裝、音響及燈光效果方面均經過重視編排，第一站在廣州寶能國際體育演藝中心舉行，舞台加設了延伸舞台，拉近演出者與觀眾的距離，歌曲編排是根據公眾在網路上發表自己最喜歡的歌曲集合而成，門票於2019年4月16日下午2時44分開售；第二站在佛山國際體育文化演藝中心舉行，門票售價分別為380元、680元、980元、1280元、1680元人民幣；第三站在台北小巨蛋舉行，由開麗娛樂主辦，演唱會以黎明的獨白作開場，歌曲編排是以黎明的演藝歷程，劃分為4部份，包括：電子舞曲、電視劇主題曲、廣告歌曲及電影主題曲，門票售價由800元至5,800元新台幣不等；第四站在肇慶新區體育中心足球場舉行，黎明演唱不同風格的歌曲，當中包括快歌和慢歌；第五站原定於2020年1月31日至2月1日在澳門新濠影滙綜藝館舉行，惟因應2019冠狀病毒病疫情持續，主辦單位於2020年1月26日在社交網站宣佈演唱會延期舉行，直至另行通知。

## 巡演時間及曲目
以下是《黎明 Leon Metro Live 2.0》的巡演時間表：
| 日期                  | 國家／地區 | 演唱場地                 | 場數 | 備註 |
| --------------------- | ---------- | ------------------------ | ---- | --- |
| 2019年5月18日         | 中国廣州市 | 廣州寶能國際體育演藝中心 | 1場  | |
| 2019年7月13日         | 中国佛山市 | 佛山國際體育文化演藝中心 | 1場  | |
| 2020年12月7日         | 中国成都市 | 五糧液體育文化中心       | 1場  | 主辦方於2019年11月18日以「不可抗力因素」為理由宣佈取消演出                                                                     |
| 2019年12月14日        | 臺灣台北市 | 台北小巨蛋               | 1場  | |
| 2019年12月31日        | 中国肇慶市 | 肇慶新區體育中心足球場   | 1場  | |
| 2020年1月31日至2月1日 | 澳門       | 新濠影滙綜藝館           | 2場  | 由於2019冠狀病毒病疫情持續而取消演出，持有門票的觀眾可選擇退票或憑票換購2023年5月至6月期間舉行的《黎明STAGE ON 8演唱會》門票。 |

以下是台北站的演唱曲目：
1. 呼吸不說謊
2. 看上她
3. 非我莫屬
4. 深秋的黎明
5. 今夜妳會不會來
6. 如果這是情
7. 人在黎明
8. 我的另一半
9. 對不起，我愛你
10. 願你今夜別離去
11. 100樣可能
12. 危情追蹤
13. 情深說話未曾講
14. 如果可以再見你
15. 只要為我愛一天
16. 那有一天不想你
17. 心在跳
18. 今生不再
19. 兩個人的煙火
20. 及時擁抱
21. 我可以忘記你
22. 遇見（原唱：孫燕姿）
23. 那些年（原唱：胡夏）
24. Sugar in The Marmalade

## 反應及迴響
外界將此次演唱會視為《Leon Lai Metro Live》的升級版本，以廣州作為首站演出，現場觀眾來自全國各地，入座率接近全場滿座，隨後的佛山站演唱會在夏季舉行，部份觀眾穿拖鞋、T恤、短褲出席演唱會，黎明表示看到這些現場觀眾倍感親切，令他有一種回家的感覺。台北站演唱會的現場觀眾超過一萬人，傳媒報導表示黎明以獨白形式開場，令觀眾感到驚訝和興奮，有觀眾以尖叫方式回應。